# Oric NOVA 64
Oric NOVA 64 (NOVA 64) је био лични рачунар фирме Орик (Oric) који је почео да се производи у СФР Југославији од 1984. године.
Користио је 6502A као микропроцесор. RAM меморија рачунара је имала капацитет од 48 KB. 

## Детаљни подаци
Детаљнији подаци о рачунару NOVA 64 су дати у табели испод.
|                       |                                                            |
| [ 1 ]                 |                                                            |
| Произвођач            | Орик                                                       |
| Тип                   | кућни рачунар                                              |
| Меморија              | 48 KB                                                      |
| Поријекло             | СФР Југославија                                            |
| Година                | 1984                                                       |
| Тастатура             | QWERTY, механичка тастатура, 58 тастера. 4 тастера смјера. |
| Процесор              |                                                            |
| Фреквенција процесора | 1                                                          |
| RAM                   | 48 KB                                                      |
| ROM                   | 16 KB                                                      |
| Текст                 | 40 знакова x 28 линија                                     |
| Графика               | 240 x 200 (+ 3 текст линије)                               |
| Боја                  | 8                                                          |
| Звук                  | 3 гласа, 8 октава + бијели шум                             |
| Димензије             | 28 (ширина) x 17,5 (дубина) x 5,5 (висина) / 1,25          |
| Портови               |                                                            |
| Оперативни систем     |                                                            |